# Réserve Tuscarora
La réserve Tuscarora est une réserve indienne américaine de la tribu des Tuscaroras située dans le comté de Niagara dans l'État de New York.